# توم دوزير
توم دوزير (بالإنجليزية: Tom Dozier)‏ هو لاعب كرة قاعدة أمريكي، ولد في 5 سبتمبر 1961 في سان بابلو في الولايات المتحدة.

## وصلات خارجية
- توم دوزير على موقعبيزبول رفرنس.كوم (الدوري الرئيسي) (الإنجليزية)
- توم دوزير على موقعبيزبول رفرنس.كوم (الدوري الثانوي) (الإنجليزية)